# 左罗索希农村居民点
左罗索希农村居民点（俄语：Левороссошанское сельское поселение）是俄罗斯联邦沃罗涅日州卡希尔斯科耶区所属的一个农村居民点。其下辖有1个居民点，行政中心为左罗索希。据2016年统计，该农村居民点的人口为1052人。